# 10395 Jirkahorn
10395 Jirkahorn este un asteroid din centura principală de asteroizi.

## Descriere
10395 Jirkahorn este un asteroid din centura principală de asteroizi. A fost descoperit pe 23 septembrie 1997 la Observatorul din Ondřejov de Marek Wolf și Petr Pravec. Asteroidul prezintă o orbită caracterizată de o semiaxă mare de 2,44 ua, o excentricitate de 0,12 și o înclinație de 2,7° în raport cu ecliptica.